# Dbb beamtenbund und tarifunion

Logo

La Deutscher beamtenbund und tarifunion (Fédération des fonctionnaires allemands) est la deuxième confédération syndicale d'Allemagne en nombre d'adhérents. Ses huit syndicats représentent de 1,3 million d'adhérents (chiffres 2006). Elle est affiliée à la Confédération européenne des syndicats indépendants au niveau européen.
Le dbb a été fondé le 4 décembre 1918.

## Membres
dbb a 44 membre syndicats
les syndicats les plus importants
- komba gewerkschaft (employés communaux)
- Deutsche Steuer Gewerkschaft (DSTG) (impôt employés)
- Verband Bildung und Erziehung (VBE) (enseignant école primaire élémentaire)
- Deutscher Philologen Verband (DPhV) (enseignant collège)
- Deutsche Polizei Gewerkschaft (DPolG) (policier)
- Bundesgrenzschutzverband (gbv) (police des frontières fonctionnaire)
- Deutsche Justiz Gewerkschaft (DJG) (justice fonctionnaire)
- Bund der StrafvollzugsBediensteten (BSBD) (exécution de la peine fonctionnaires)
- Bund der Ruhestandsbeamten, Rentner und Hinterbliebenen (BRH) (retraite fonctionnaire,

pensionné et survivant)
- Gewerkschaft Deutscher Lokomotivführer (GDL) (conducteur de locomotives)

## Présidents du dbb
- 1918–1919: Ernst Remmers
- 1919–1920: Max Lange
- 1920–1933: Wilhelm Flügel
- 1933–1945: Jacob Sprenger
- 1949–1955: Hans Schäfer
- 1955–1958: Angelo Kramel
- 1959–1987: Alfred Krause
- 1987–1995: Werner Hagedorn
- 1995–2003: Erhard Geyer
- depuis 2003 : Peter Heesen